# Лагодовська Олена Федорівна
Лагодовська Олена Федорівна (15 липня 1899 року, Одеса — 13 грудня 1958 року, Київ) — українська та радянська вчена-археолог; кандидат історичних наук.

## Життєпис
Народилась 15 липня 1899 року в Одесі.
У 1925–1930 роках навчалась на Харківській науково-дослідній кафедрі історії української культури. Проходила стажування в Ленінградському державному університеті, в Академії історії матеріальної культури [Архівовано 7 квітня 2014 у Wayback Machine.], брала участь в експедиціях до Чуваської республіки (1927), Воронежу (1928, обидві під керівництвом Петра Єфименка), Ізюму, Черкас, Тульчина у 1929 році під керівництвом Сергія Гамченка.
В 1925-1940 роках разом із М. Болтенком розкопала 11 курганів усатівської культури, що розташовувались на сучасній території м. Одеса.
Одночасно з навчанням в аспірантурі працювала в Одеському державному історико-археологічному музеї, де обробляла знахідки з Усатівських курганів та доповідала про них на засіданнях археологічної секції Одеської комісії краєзнавства при Всеукраїнській академії наук, членом якої була. По закінченню аспірантури у 1930 році в Харкові захистила промоційну працю на тему «Мегалітичні культури Правобережжя України».
У 1930 році брала участь в археологічній експедиції на території проектованої Бузької електростанції (під керівництвом Федіра Козубовського) та за завданням Всеукраїнській академії наук підготовлювала матеріали для звітної виставки у провінційних музеях Лівобережної України. 1 жовтня 1930 року призначена на посаду завідувачкою відділу Первісного суспільства та давнього рабовласницького Сходу Одеського державного історико-археологічного музею, яку займала до 1938 року.
У 1938–1958 роках працювала в Інституті археології АН УРСР, спочатку як старший науковий співробітник, а згодом завідувачкою відділу. У 1943 році захистила кандидатську дисертацію.
В 1952-1955 роках керувала розкопками багатошарового поселення Михайлівка, що розташовувалось на нижньому Дніпрі в зоні будівництва Каховської ГЕС. Іншими учасниками експедиції були М. Макаревич та молода дослідниця О. Шапошникова.
Померла 13 грудня 1958 у Києві.

## Науковий доробок
У проведенні археологічних досліджень продовжувала наукову школу Сергія Гамченка, який у свою чергу був учнем Володимира Антоновича.
Головними науковими доробками були польові дослідження — відкриття та розкопки низки археологічних пам'яток. У довоєнний час досліджувала пам'ятки Усатівської групи, у результаті чого було вивчено мегалітичний комплекс та зібрана колекція ліпної кераміки.
На підставі багаторічних досліджень цієї культури у 1943 році вперше висловила думку, що скотарство усатівського населення було не тільки приселищним, але й сезонно-кочовим. Тим самим у середовищі археологів започаткувала дискусію про характер і етапи розвитку скотарства у Північному Причорномор'ї, про час його структуризації.
З поступовим накопиченням різноманітних джерел у 1950—1960 роках довела, що домінуюча роль скотарства в цьому регіоні простежується вже на початку ІІІ тис. до н. е., в ямно-катакомбний час, та стає кочовим. Проводила розкопки поселень епохи енеоліту-бронзи у порожистій частини Дніпра та особливо, відомого Михайлівського поселення.
Брала участь у Верхньобузькій експедиції інституту археології АН УРСР, де досліджувала скіфські пам'ятки Поділля.

## Праці
- Археологічна подорож до с. Курисово-Петровського // Вісник ОКК при УАН. — Ч.4-5. Секція археологічна. — Одеса, 1929.
- (рос.)Раскопки Одесского историко-археологического музея под Одессой в 1936 г. (Усатовская культура) // Советская археология. — 1940. — Т. 5 (у співавторстві).
- Проблеми Усатівської культури // Наукові записки Ін-ту історії і археології УРСР. — Уфа, 1943. — № 1.
- Розкопки Усатівського кургану // НЗПА. — К., 1946. — № 2.
- Войцехівський могильник бронзової доби на Волині // Археологія. — Т.II. — К., 1948.
- Кам'яні закладки Надпоріжжя (за матеріалами досліджень 1945—1946 рр.) // АП УССР. — Т. II. — К., 1949.
- (рос.)Трипольское поселение в с. Сандраки Винницкой области и некоторые вопросы позднего Триполья // КСИА. — 1953. — Вып. 2.
- Пам’ятки Усатівського типу, Археологія, 1953, №8, с. 95–108.
- (рос.)Михайловское поселение и его историческое значение // КСИА. — Вып. 4. — 1955.
- Пізньотрипільське поселення у с. Сандраках // Археологічні пам'ятки. — 1956. — Т. 6.
- Нові дослідження Войцехівського могильника // АП УРСР. — Т. VI. — К., 1956 (у співавторстві).
- Кургани скіфського часу в с. Курилівці // АП УРСР. — К., 1956. — І. 6 (у співавторстві).
- Михайловське поселення. — К., 1962 (у співавторстві).